# Fuente de San Isidoro
La fuente de San Isidoro, situada frente a la Basílica de San Isidoro  en la ciudad de León  es una de las fuentes construidas en la ciudad durante las últimos décadas del siglo XVIII siendo parte del entorno monumental de la plaza de San Isidoro junto a la propia basílica, el palacio del vizconde de Quintanilla, la columna trajana o el monumento a las cabezadas.

## Historia

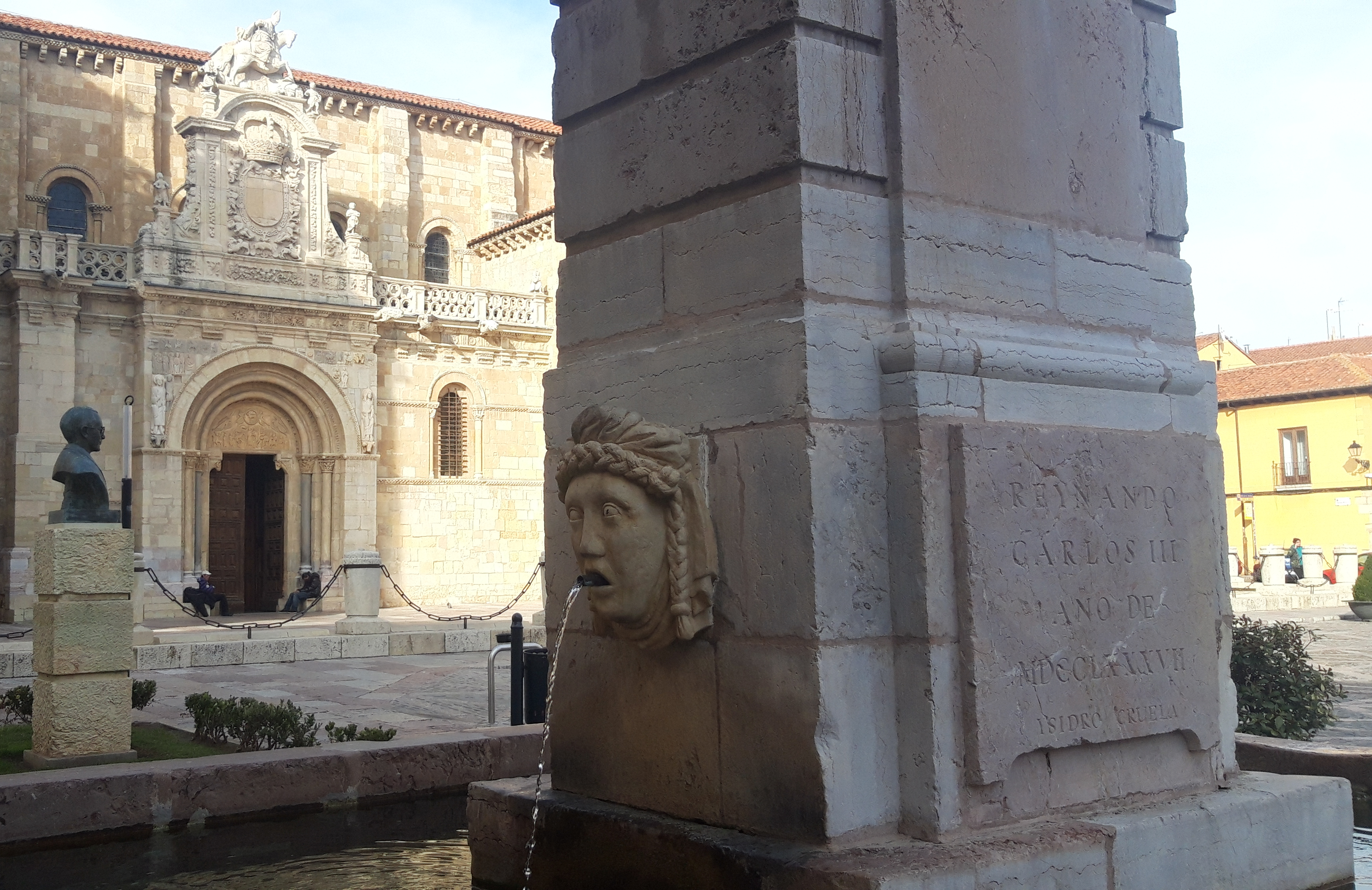
Fuente de San Isidoro y fachada de la basílica

Durante los reinados de Carlos III  y Carlos IV  se llevaron a cabo en toda España una serie de mejoras públicas en las ciudades siendo las fuentes uno de los aspectos fundamentales. En la ciudad de León además de la fuente de San Isidoro destacan las fuentes de las plazas de San Marcelo, del Grano, la fuente de San Martín en la calle Plegarias y la fuente de Neptuno en el jardín de San Francisco.
La fuente de San Isidoro fue construida en 1787 durante el reinado de Carlos III como aparece en una de las inscripciones de la fuente. Inicialmente ocupó el centro de la plaza. La fuente está constituida por un gran pilar almohadillado en el que aparece en su parte superior un león que sostiene una columna y un escudo con estandartes militares romanos recordando la fundación romana de la ciudad. Dos máscaras dejan caer los chorros de agua. Una de ellas representa a Medusa, y la otra una máscara de teatro. La obra de fontanería es obra de Isidro Cruela, como las del resto de fuentes de la época en la ciudad. En 1965 la fuente se trasladó desde el centro de la plaza a uno de sus laterales donde permanece desde entonces. La fuente fue restaurada en 2010.